# المقاييس الترتيبية
هي إحدى أنواع المقاييس المستخدمة في بحوث التسويق إذ تتضمن هذه المقاييس كما يوحي اسمها بعدًا ترتيبيًا .[بحاجة لمصدر]
ويتطلب استخدامها قدرة على التمييز بين مفردات عينة الدراسة طبقا لخاصية معينة واحدة. فمثلًا، يستطيع باحث التسويق ترتيب مجموعة من الأصناف مساحيق الغسيل طبقًا لقدرتها على التنظيف.
فإذا أعطى رقم 1 لأكثر الأصناف قدرة على التنظيف، 2 للصنف الأقل، وهكذا فإنه سينتج لديه في النهاية مقاييس ترتيبي لمساحيق الغسيل. والجدير بالذكر، أن ترتيب الأصناف الذي استطاع المقياس إحداثه لا يسمح في الوقت نفسه تزويد الباحث بأي فروقات يمكن على أساسها فصل الأصناف طبقا لقدرتها على التنظيف، بمعنى أن هذا المقياس لا يساعد في توضيح الفرق بين الأصناف طبقا للخاصية التي قد تم على أساسها التصنيف القدرة على التنظيف.
فالبيانات التي يوفرها المقياس لا تستطيع تحديد ما هية الفروقات الموجودة بين الأصناف ذات الرتبة الأعلى والأصناف ذات الرتبة الأدنى فيما يتعلق بقدرتها على التنظيف.
والحقيقة ان المقاييس الترتيبية تشبه الإسمية من حيث البيانات التي توفرها للباحث، بالنظر إلى أن المفردات المتساوية بنسبة للخاصية التي يتم على أساسها القياس تأخذ نفس الرتبة. ومع ذلك فلا بد من مراعاة أنه فيما يتعلق بالمقاييس الترتيبية، فإن الإحصاء الوصفي يمكن أن يستخدم وضعية كالوسيط، والربيع، النسبة المئوية، وغيرها من مقاييس التلخيص الإحصائي المتعلقة بترتيب المفردات محل البحث.
اما المتوسط الحسابي العادي للعمليات فليس له أي دلالة تفسيرية بنسبة للبيانات التي يوفرها المقياس الترتيبي .
ولذلك فإن المقاييس الترتيبية تساعد إلى حد كبير في عمليات الاحصاء الوصفي أكثر منها في عمليات الإحصاء التحليلي .

## وصلات داخلية
- مقياس